# 카라이스카키스 스타디움
카라이스카키스 스타디움(그리스어: Γήπεδο Γεώργιος Καραϊσκάκης)은 그리스의 피레아스에 위치한 축구 경기장으로 올림피아코스의 홈구장으로 사용되고 있다. 경기장 이름은 그리스 독립 전쟁의 영웅인 게오르요스 카라이스카키스에서 유래된 이름이다.
이 경기장은 1896년 하계 올림픽 당시에 자전거 경주장으로 이용되었고, 1964년에 1차 보수가 있었다. 2004년에는 거의 대부분을 허물고 재건축을 하여 2004년 하계 올림픽의 축구 경기에 사용되었다.
올림피아코스는 2003년에 경기장을 임대하여 2052년까지 50년간 사용하기로 하였다. 2004년에는 유로 2004 경기가 열려 그리스 축구 국가대표팀의 역사적인 성공을 보여주기도 하였다.
또한 카라이스카키스 스타디움은 UEFA에서 선정한 4성급 축구 경기장에 선정되면서 UEFA컵 결승전을 개최할 자격을 부여받게 되었다.

## 기록

### 1971년 인터콘티넨털컵
| 날짜             | 팀 1              | 스코어 | 팀 2                      | 라운드 |
| ---------------- | ----------------- | ------ | ------------------------- | ------ |
| 1971년 12월 15일 | 파나티나이코스 FC | 1 - 1  | 클루브 나시오날 데 푸트볼 | 1차전  |

### 2004년 하계 올림픽 축구 남자
| 날짜            | 팀 1       | 스코어 | 팀 2       | 라운드 |
| --------------- | ---------- | ------ | ---------- | ------ |
| 2004년 8월 14일 | 대한민국   | 1 - 0  | 멕시코     | A조    |
| 2004년 8월 15일 | 코스타리카 | 0 - 2  | 이라크     | D조    |
| 2004년 8월 17일 | 파라과이   | 1 - 0  | 이탈리아   | C조    |
| 2004년 8월 18일 | 아르헨티나 | 1 - 0  | 이탈리아   | B조    |
| 2004년 8월 21일 | 말리       | 0 - 1  | 이탈리아   | 8강    |
| 2004년 8월 24일 | 이탈리아   | 0 - 3  | 아르헨티나 | 4강    |

### 2023년 UEFA 슈퍼컵
| 날짜            | 팀 1             | 스코어      | 팀 2      | 라운드 |
| --------------- | ---------------- | ----------- | --------- | ------ |
| 2023년 8월 16일 | 맨체스터 시티 FC | 1(5) - 1(4) | 세비야 FC |        |